# Gotthelf Leberecht Glaeser
Gotthelf Leberecht Glaeser (* 11. Juli 1784 in Pegau bei Leipzig; † 19. Mai 1851 in Langen bei Darmstadt) war ein deutscher Maler des Biedermeiers.

## Leben und Werke
Gotthelf Leberecht Glaesers Eltern waren der Kantor und Lehrer in Pegau Johann Friedrich Gotthelf Glaeser (1755–1814) und dessen Frau Christiane Hübler († 1814).
Laut Georg Kaspar Nagler war er ein Schüler von Friedrich August Tischbein in Leipzig, war aber auch von Anton Graff beeinflusst. Am 23. Juni 1812 wohnte er in Heidelberg der Bestattung Tischbeins bei. Im selben Jahr wurde er Hofmaler in Darmstadt. Von 1820 bis 1823 lebte er in Frankfurt am Main. In dieser Zeit oder kurz danach entstanden einige allegorische und religiöse Darstellungen, die von seinen übrigen Werken abstechen. Die erste Erwähnung seines Amtes als Großherzoglich Hessischer Hofmaler stammt aus dem Jahr 1825. In Darmstadt war er Mitglied der dortigen Freimaurerloge Johannes Evangelist zur Eintracht.
Glaeser spezialisierte sich auf die Porträtmalerei. Auf den frühen höfischen Porträts bis etwa 1820 dominieren zarte Farben. Einflüsse des 18. Jahrhunderts sind hier noch deutlich zu erkennen. Das Jahrzehnt zwischen 1820 und 1830 wurde als der Höhepunkt seiner Schaffenskunst angesehen, in der sich laut Heinrich Ragaller ein beseelter Realismus ausdrückte. Das einzige Selbstporträt, das von ihm erhalten ist, stammt aus dem Jahr 1833, als seine Malerei bereits kleinteiliger und phasenweise bunter wurde. Die späteren Werke ab den 1840er Jahren wurden als flacher und kälter empfunden als die früheren.
Um 1810 schuf er ein Bildnis der Christiane Schumann, der Mutter des Komponisten Robert Schumann. Auch Ludwig Pfister, der besonders durch die Verfolgung der Hölzerlipsbande bekannt wurde, porträtierte er. Zu den bekannten Personen, die Glaeser malte, gehörten die Großherzogin Luise und Prinz Christian von Hessen-Darmstadt sowie weitere Angehörige des Hofes, aber auch Bürgerliche wie der Verleger August Schumann.
Im Schlossmuseum Darmstadt sowie im Hessischen Landesmuseum Darmstadt sind zahlreiche Werke Glaesers zu sehen. Das Jewish Museum in New York besitzt fünf Bilder von Gläser, auf denen er Mitglieder der Familie Reiss darstellte. Einige seiner Werke ließ er durch Steindruck vervielfältigen.
Nach Glaeser ist der Glaeserweg in Darmstadt-Arheilgen benannt.

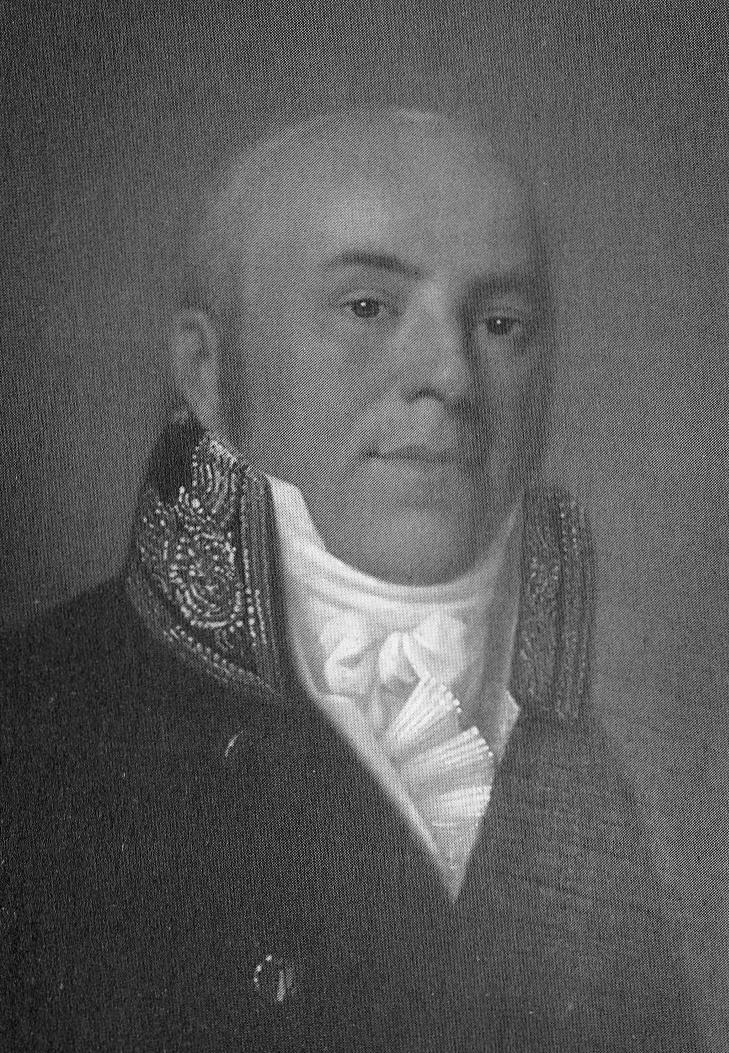
Ludwig Pfister
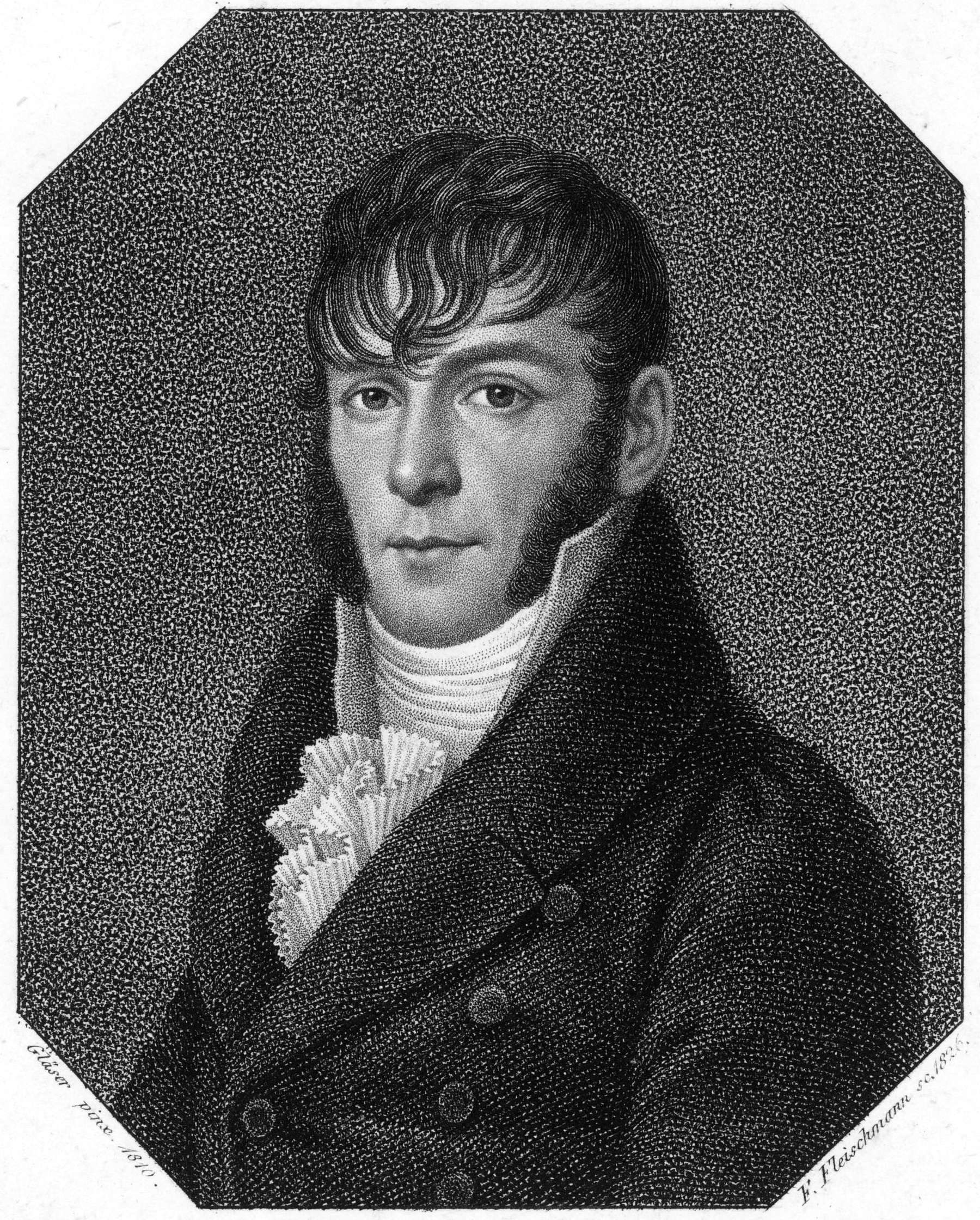
August Schumann